# Рогозниця (Ленарт)
Рогозниця (словен. Rogoznica) — поселення в общині Ленарт, Подравський регіон‎, Словенія.